# Assedio di Badajoz (1812)
L'assedio di Badajoz si svolse tra il 16 marzo ed il 7 aprile 1812 nell'ambito della guerra d'indipendenza spagnola, e vide contrapposta la guarnigione francese della città di Badajoz, comandata dal generale Armand Philippon, ad un esercito assediante anglo-portoghese sotto il generale Arthur Wellesley, I duca di Wellington. L'assedio si concluse con la conquista della città da parte delle truppe di Wellington, al termine di un sanguinoso assalto condotto nella notte tra il 6 ed il 7 aprile.

## Antefatti
Dopo aver sconfitto le forze francesi del maresciallo Andrea Massena nella battaglia di Fuentes de Oñoro il 5 maggio 1811, l'armata anglo-portoghese del duca di Wellington era ora libera di invadere la Spagna partendo dalle sue basi in territorio portoghese; come prima cosa, tuttavia, era necessario assicurarsi il controllo delle due principali vie di collegamento tra la Spagna e la base alleata di Lisbona, da cui proveniva il grosso dei rifornimenti per l'armata alleata. Il 7 gennaio 1812, le truppe di Wellington posero l'assedio alla fortezza spagnola di Ciudad Rodrigo e, dopo appena undici giorni, la espugnarono con un assalto diretto; assicuratosi così il controllo di una delle vie di collegamento con il Portogallo, Wellington diresse la sua armata verso sud, al fine di espugnare la munita città fortificata di Badajoz.

## L'assedio

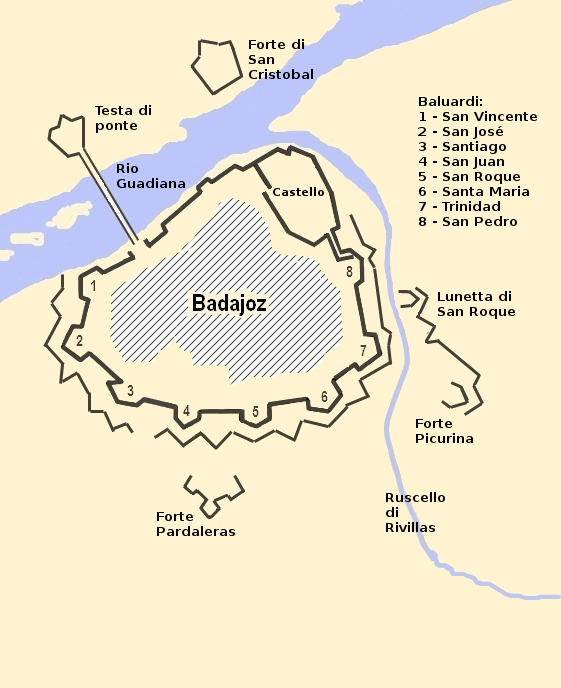
Badajoz con le sue fortificazioni

### Il blocco della città
Badajoz, controllata dai francesi fin dal febbraio del 1811, costituiva un ostacolo ben più pericoloso della vecchia fortezza di Ciudad Rodrigo: la città era protetta da otto grossi baluardi, collegati tra di loro da una spessa cinta muraria, alta in alcuni punti fino a 15 metri, e da un profondo fossato; il lato nord della città era protetto dal fiume Guadiana (che costituiva di suo un grosso ostacolo naturale), sulla cui riva settentrionale erano state realizzate due fortificazioni: il forte di San Cristobal e la "Testa di ponte", quest'ultima posta a protezione del vecchio ponte romano che conduceva in città. Il lato sud-est, da cui sarebbe arrivato l'attacco degli alleati, era invece protetto da tre fortificazioni esterne alla città: il forte Pardaleras, il forte Picurina e la lunetta di San Rocque; il ruscello di Rivillas, che scorreva in questa zona, era sufficientemente basso da non costituire un ostacolo per una forza attaccante. Il generale Philippon ed il suo geniere capo, colonnello Lamare, avevano trascorso le settimane precedenti l'assedio a rinforzare le difese, costruendo traverse per proteggersi dal tiro d'infilata dei cannoni nemici, e realizzando una serie di cavalli di frisia artigianali (inchiodando lame di spada e baionette su un tronco d'albero) con cui ostruire eventuali brecce nelle mura; la guarnigione era folta ed esperta, e disponeva di sufficienti rifornimenti di viveri e munizioni, immagazzinati in gran parte nel castello della città.
Dopo aver attraversato il Guadiana su un ponte di barche, l'armata di Wellington giunse in vista della città il 15 marzo 1812, e per la sera successiva tutte le comunicazioni tra Badajoz ed il resto della Spagna erano state tagliate. Le truppe alleate iniziarono quindi a scavare le trincee parallele alle mura (da cui dovevano partire gli attacchi) e le postazioni per i cannoni da assedio; i loro sforzi furono duramente ostacolati dal fuoco dei cannoni francesi appostati sui baluardi, dalle sortite lanciate dalla guarnigione e dal tempo inclemente, che con abbondanti acquazzoni trasformò ben presto le trincee scavate in un mare di fango liquido. Solo nella notte del 24 marzo il tempo fu abbastanza buono per permettere di mettere in posizione i cannoni d'assedio, e alle 11:00 del 25 marzo l'artiglieria alleata aprì il fuoco sulla città; pesantemente bombardato, il forte Picurina venne espugnato più tardi quello stesso giorno. Dopo un'ulteriore preparazione del terreno, i cannoni alleati tornarono a battere le mura della città il 30 marzo, scatenando nei successivi due giorni un bombardamento quasi ininterrotto; in breve tempo, vennero aperte due brecce nella cinta muraria: una sul lato destro del baluardo Trinidad, l'altra sul lato sinistro del baluardo Santa Maria.
Le brecce furono giudicate "praticabili" dai genieri britannici il 5 aprile, e Wellington dispose di lanciare il suo assalto alla città per quella sera stessa; tuttavia, dopo una ricognizione condotta dalle trincee avanzate, il duca decise di posticipare ulteriormente l'assalto per permettere alla sua artiglieria di allargare ulteriormente le brecce. La notizia che un'armata francese sotto il maresciallo Soult si stava avvicidando da sud per soccorrere la guarnigione spinse però il duca ad ordinare un attacco immediato sulla città, pianificato per le 22:00 del 6 aprile.

### L'assalto
Il piano d'assalto di Wellington era molto articolato: la 4ª Divisione del generale Colville doveva assaltare la breccia accanto al baluardo Trinidad, mentre la breccia vicino a quello di Santa Maria doveva essere assaltata dalla Divisione leggera del generale Barnard; contemporaneamente, la 3ª Divisione del generale Picton doveva assaltare il castello facendo uso delle scale, mentre la 5ª Divisione di Leith doveva condurre un attacco diversivo contro il forte Pardaleras e, se possibile, espugnare il baluardo di San Vincente con una scalata. Infine, il 48º Reggimento britannico venne incaricato di catturare la lunetta di San Rocque, mentre la brigata portoghese del generale Power doveva effettuare un finto attacco sul forte San Cristobal. Ciascuna delle divisioni attaccanti aveva in avanguardia un contingente della "Forlorn Hope", un'unità interamente composta da volontari ed incaricata di precedere le colonne d'assalto portando le scale ed i sacchi di terra con cui colmare il fossato; l'incarico era pericolosissimo, ma i volontari non mancavano mai poiché in caso di successo tutti i sopravvissuti ricevevano un'automatica promozione al grado superiore.

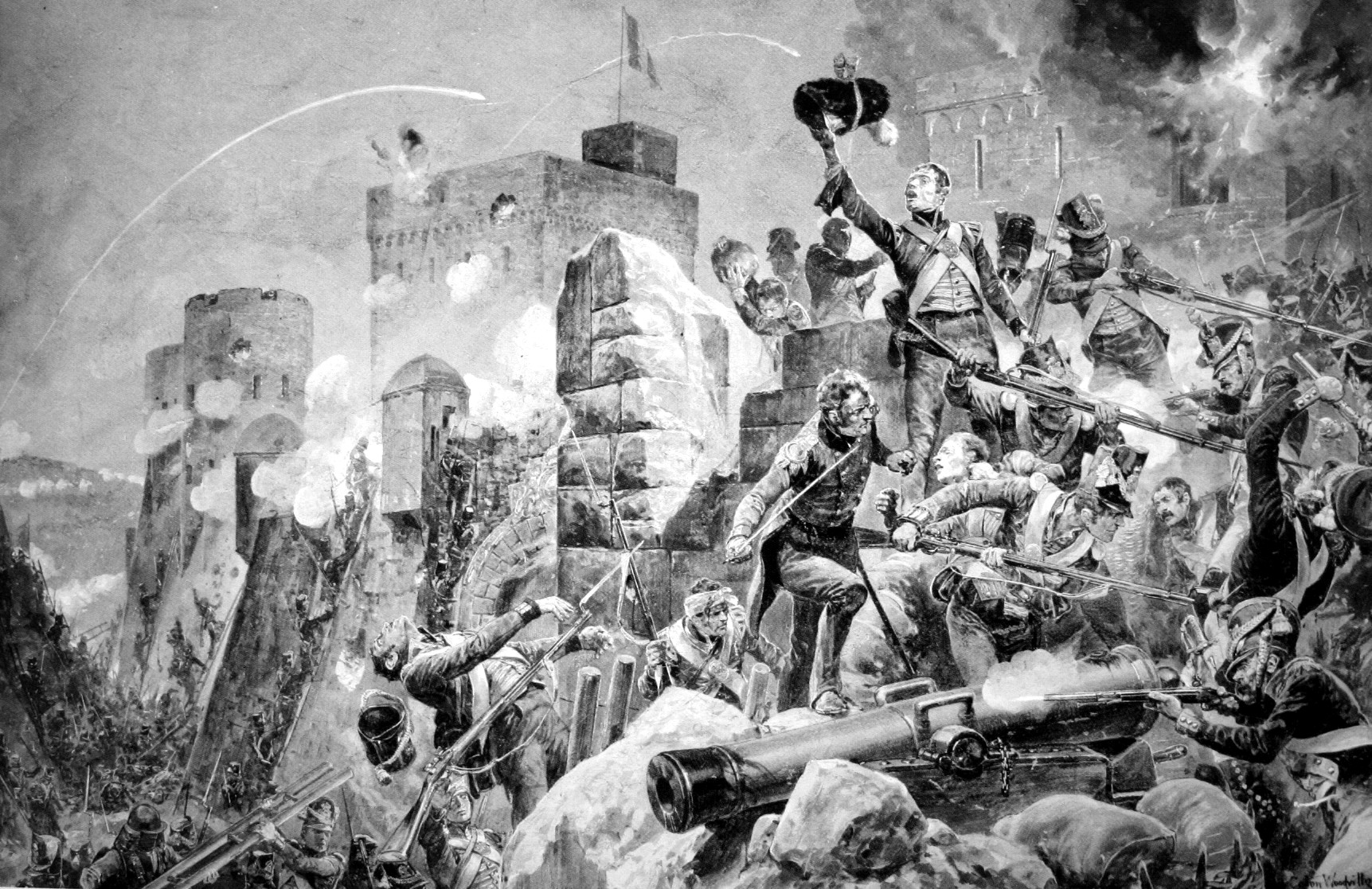
"The Devil's Own" 88th Regiment at the Siege of Badajoz, stampa di Richard Caton Woodville

Intorno alle 21:30 del 6 aprile, le colonne d'assalto lasciarono le trincee per dirigersi verso le fortificazioni francesi; la lunetta San Rocque, praticamente sguarnita, venne rapidamente occupata, e le truppe anglo-portoghesi si diressero quindi verso la cinta muraria della città. Non appena le truppe di Colville e Barnard si avvicinarono alle brecce, vennero accolte da un pesante fuoco di fucileria, subito seguito da colpi di cannone, granate e barili di polvere da sparo che spazzarono via i reparti della "Forlorn Hope" ed inflissero pesanti perdite agli attaccanti; i francesi avevano provveduto a scavare trincee e a posizionare cannoni e cavalli di frisia dietro le brecce, rendendo impossibile il loro attraversamento: in due ore gli alleati lanciarono una quarantina di assalti contro le brecce, ma tutti vennero respinti lasciandosi dietro una scia di morti e feriti.
In leggero ritardo sull'assalto principale, la 3ª Divisione di Picton attraversò il Rivellas intorno alle 22:00 e si avvicinò alle mura del castello; anche qui i britannici vennero accolti da un pesante fuoco di fucileria e di artiglieria proveniente dalle mura: la situazione era aggravata dal fatto che gli uomini di Picton non avevano una breccia da attraversare, ma alte mura da scalare, ed i fanti assiepati attorno alla base delle scale erano un facile bersaglio per le granate francesi. Le perdite andarono mano a mano ad accumularsi: lo stesso Picton rimase ferito, così come lo fu il suo successore, il generale Kempt. Disperato per la situazione, il colonnello Henry Ridge del 5º Reggimento fanteria britannico afferrò una scala e la riposizionò più a sinistra rispetto all'attacco principale, là dove le mura erano leggermente più basse; con un pugno di uomini, Ridge riuscì a raggiungere la sommità delle mura e a scacciare i difensori francesi dal bastione, anche se poco dopo rimase mortalmente ferito. Sfruttando la testa di ponte creata da Ridge, le truppe della 3ª Divisione riuscirono allora a riversarsi nel castello, catturandolo; il tenente Macpherson del 45º Reggimento britannico ammainò la bandiera francese ma, non avendo con sé una bandiera inglese, issò al suo posto la sua giubba rossa da ufficiale.
Mentre gli uomini di Picton prendevano il castello, la 5ª Divisione di Leith era riuscita ad impadronirsi del baluardo di San Vincente, anche qui tramite una scalata; con i britannici che sciamavano dentro Badajoz, Philippon tentò un contrattacco lanciando i suoi dragoni in una serie di cariche a cavallo per le strade, ma questi vennero respinti. La caduta del castello fece precipitare il morale dei difensori, e poco dopo il fallimento dell'ultimo contrattacco il comandante francese fuggì dalla città e si rifugiò nel forte di San Cristobal; qui si arrese ai britannici nelle prime ore del 7 aprile, consegnando la città alle truppe di Wellington.

## Conseguenze
L'assalto a Badajoz fu probabilmente per le truppe britanniche l'episodio più terrificante di tutta la campagna iberica: le truppe alleate subirono la perdita di circa 4 800 uomini tra morti e feriti, con la Divisione leggera, formazione d'élite dell'armata di Wellington, che perse fino al 40% degli uomini impiegati nell'assalto. Emotivamente caricati prima dell'assalto ed esasperati dalle pesanti perdite, i soldati britannici si abbandonarono ad una serie di atrocità, ubriacandosi e saccheggiando la città da cima a fondo, e commettendo diversi crimini quali stupri ed omicidi contro la popolazione civile; occorsero 72 ore per riportare l'ordine tra i reparti alleati, ed i fatti di Badajoz rappresentarono una grave macchia sul prestigio dell'esercito britannico.
In ogni caso, la presa di Badajoz consentì a Wellington di mettere in sicurezza le sue linee di comunicazione con il Portogallo; poche settimane dopo, le forze alleate invasero la Spagna centrale, ed il 22 luglio seguente Wellington inflisse una pesante sconfitta alle truppe del maresciallo Auguste Marmont nella battaglia di Salamanca, successo che gli consentì di liberare, seppur brevemente, la capitale spagnola Madrid dall'occupazione francese.